# Kutikula
Kutikula (fra latin cuticula, diminutiv form af cutis, hud) bruges om forskellige former for beskyttende ydre lag på organismer.

## Planter
Hos planter betegner kutikula et lag som ligger på overfladen af blade og andre plantedele som beskytter planten mod angreb udefra og nedsætter fordampning af vand. Laget består bl.a. af kutin som er en polymer, og voks. Kutikula er tykkest hos planter der er tilpasset tørre levesteder (xerofytter).

## Hvirvelløse dyr
Hos nogle hvirvelløse dyr, især leddyr og rundorme, betegner kutikula det yderste hudskelet. Det er inddelt i tre lag, hvor det yderste er tyndt og voksholdigt hos mange landlevende dyr, dette hjælper dem til ligesom hos planter, at nedsætte fordampningen.
De to inderste lag består af proteiner og polysakkaridet kitin.
Kutikulaens struktur afstiver kroppen, men hindrer ikke bevægelse, da der er membranøse ledhude mellem alle led i kroppen, som kun indeholder det inderste bløde lag og det yderste vokslag.